# Филантроп
Филантроп (от гръцки: φίλος, phílos – приятел, и άνθρωπος, ánthropos – човек) е благотворител (обикновено разбирано като финансов дарител) на обществото.
Като филантроп се определя човек, посвещаващ свои пари, а също време, усилия и репутация, за благотворителни цели, преди всичко като алтруистично действие.
В САЩ, където частната благотворителност традиционно играе по-голяма роля, отколкото в Европа, понятието филантроп (philanthrop) в много случаи се прилага за богати личности, които влагат голяма част от своето богатство за благотворителни цели.
През 2010 г. общо 40 милиардери в САЩ обещават да дарят поне 50% от богатството си за благотворителност като част от кампанията „Щедрото обещание“ (на английски: The Giving Pledge), чиито инициатори са Бъфет и Гейтс. През 2012 г. към тях се присъединяват още 11 милиардери, с което общият брой става 92 души.
В България с филантропската си дейност са известни братята Евлоги и Христо Георгиеви, дарили голяма част от състоянието си за създаване на първото висше училище в страната. Ненчо Палавеев – „Благодетеля“ от Копривщица.